# Proemotobothrium paradisei
Proemotobothrium paradisei is een lintworm (Platyhelminthes; Cestoda). De worm is tweeslachtig. De soort leeft als parasiet in andere dieren.
Het geslacht Proemotobothrium, waarin de lintworm wordt geplaatst, wordt tot de familie Otobothriidae gerekend. De wetenschappelijke naam van de soort werd voor het eerst geldig gepubliceerd in 2004 door Palm.